# ذخیره‌گاه ملی دریاچه بوگوریا
ذخیره‌گاه ملی دریاچه بوگوریا در گریت ریفت ولی، کنیا است. این منطقه در پیرامون دریاچه بوگوریا و زمین‌های اطراف آن جای گرفته‌است. ذخیرگاه توسط سرویس حیات وحش کنیا اداره می‌شود. 